# Lithographa skottsbergii
Lithographa skottsbergii är en lavart som först beskrevs av Alexander Zahlbruckner, och fick sitt nu gällande namn av Fryday & Coppins. Lithographa skottsbergii ingår i släktet Lithographa och familjen Trapeliaceae.   Inga underarter finns listade i Catalogue of Life.